# Producciones del Barrio
Producciones del Barrio es una productora audiovisual creada por Jordi Évole y Ramón Lara en 2015, con sede en Esplugas de Llobregat, Barcelona. El equipo multidisciplinar comprende las áreas de redacción, guion, producción, realización, ambientación, postproducción, documentación y comunicación. El nombre de la productora se debe al documental "El meu barri", sobre el Barrio de San Ildefonso de Cornellá, en el que el propio Évole fue protagonista cuando era niño.

## Historia
Producciones del Barrio nace en 2015, después de que Jordi Évole y El Terrat pusieran fin a la producción conjunta de Salvados tras 10 temporadas. Una decisión tomada para emprender una etapa más personal en el programa que dirige junto al propio Ramón Lara, según explicaron en un comunicado. El domingo 11 de octubre de ese mismo año, Producciones del Barrio daba comienzo a su nueva andadura de Salvados preestrenando temporada con una entrevista a Julio Iglesias.
El segundo proyecto de esta productora surge en 2017 con el nombre de Malas compañías: Historias anónimas de la corrupción. Ya en el momento de su creación, Ramón Lara reconocía que la productora estaba abierta a producir otros espacios al margen de Salvados. Este programa está conducido por Cristina Pardo y surge para desgranar las tramas de la corrupción de Andalucía, Cataluña y Comunidad Valenciana.
En 2018 nace Bienvenidas al norte, bienvenidas al sur, donde siete mujeres catalanas de avanzada edad viajan a Andalucía y otras siete mujeres andaluzas hacen lo propio, en este caso, hacia Cataluña, para convivir en dichas regiones con el fin de acercar las diferencias entre una comunidad y otra.
Este mismo año Producciones del Barrio participa en el proyecto "Nos importa", de Antena 3. Un espacio dirigido por Esther Vaquero en el que se tratan temas como la vivienda, las redes sociales, los modelos de familia y vivir más de 100 años. Jordi Évole presenta dos de estos últimos programas: uno de ellos bajo el nombre de "Hasta los 100 y más allá", en el que da voz a través de un documental a personas centenarias de nuestra sociedad y, el otro, Familias reales, donde muestra la diversidad de las familias y cómo ha evolucionado este concepto en los últimos cincuenta años.
En marzo de 2019, la productora abre horizontes fuera de Atresmedia con el Proyecto Arkano, un nuevo programa conducido por el rapero Arkano, donde seis jóvenes de 18 a 21 años reflexionan sobre problemas y vivencias de los postadolescentes de hoy (bullying, redes sociales, autoridad o sexo), y con el rap como hilo conductor.
También en 2019 Producciones del Barrio, junto a Alberto San Juan, se estrenó en el mundo del teatro con Celebraré mi muerte (2019) que se representó en el Teatro del Barrio de Madrid. La obra combina el documental audiovisual y el teatro, y narra la historia de Marcos Hourmann, el primer médico condenado por aplicar la eutanasia en España.
Al finalizar la temporada de Salvados de 2019, Jordi Évole anunció que dejaba de pesentar el programa para desarrollar un nuevo formato. Tomó su relevo al frente del programa el periodista Fernando González, 'Gonzo'. A principios de 2020 Jordi Évole estrenó su nuevo formato: Lo de Évole, emitido también los domingos en La Sexta.
En octubre de 2020 se estrena en salas de cine de toda España Eso que tú me das,  el documental dirigido por Jordi Évole y Ramón Lara que recoge la última entrevista al cantante Pau Donés. Se convirtió en el documental español más visto en salas de cine de la última década. En febrero de 2021 el documental se estrenó en abierto en televisión, emitido por La Sexta.
En enero de 2022 la productora lanzó Pajares & CIA, una docuserie producida junto a Atresmedia que, con Andrés Pajares como hilo conductor, propone una mirada crítica y con distancia a un momento de la historia de España en el que el actor era el personaje más popular. La docuserie de cinco capítulos se puede ver en Atresplayer.
Ese mismo año la productora estrenaba en La Sexta Encuentros Inesperados, el programa con el que Mamen Mendizábal regresaba a la cadena tras diez años presentando Más Vale Tarde. El programa reunía en cada capítulo a cuatro personajes famosos que no se conocen de nada, hablando distendidamente de temas de que nunca les habíamos oído hablar.
En septiembre del mismo 2022 se presentaba en el FesTVal de Vitoria La Liga de los Hombres Extraordinarios un programa original de cinco episodios producido por la productora junto a Producciones del KO y Movistar+. El programa, estrenado en la plataforma Movistar+ ese mismo año, es el retrato de una época, los años 90, en la que una serie de empresarios se apoderan de los principales clubes de fútbol del país.
En 2023 la productora ha estrenado otros tres formatos en distintas plataformas: La Maldición del Windsor, en DMAX / HBO Max, Amén: Francisco Responde en Disney+ y Anatomía de..., presentado por Mamen Mendizábal, en La Sexta.

## Producciones
| Nombre del programa                                  | Cadena      | Año de emisión    |
| ---------------------------------------------------- | ----------- | ----------------- |
| Salvados                                             | La Sexta    | 2008 - actualidad |
| Malas compañías: Historias anónimas de la corrupción | La Sexta    | 2017 - 2018       |
| Bienvenidas al norte, bienvenidas al sur             | La Sexta    | 2018              |
| Hasta los 100 y más allá (Nos importa)               | Antena 3    | 2018              |
| Familias reales (Nos importa)                        | Antena 3    | 2018              |
| Proyecto Arkano                                      | La 1        | 2019 - actualidad |
| Mr. Trump, disculpe las molestias                    | Telemundo   | 2019              |
| Matchday: inside FCBarcelona                         | Rakuten TV  | 2019              |
| Andrés Iniesta, el héroe inesperado                  | Rakuten TV  | 2020              |
| Lo de Évole                                          | La Sexta    | 2020 - actualidad |
| Eso que tú me das: última charla con Pau Donés       | Cines       | 2020              |
| Pajares & CIA                                        | Atresplayer | 2022              |
| Encuentros Inesperados                               | La Sexta    | 2022              |
| La Liga de los Hombres Extraordinarios               | Movistar+   | 2022              |
| La Maldición del Windsor                             | HBO Max     | 2023              |
| Amén: Francisco Responde                             | Disney+     | 2023              |
| Anatomía de...                                       | La Sexta    | 2023 - actualidad |

## Teatro
- Celebraré mi muerte, Teatro del barrio (2019)